# Красимира Богданова
Красимира Николова Богданова е българска баскетболистка.
Родена е на 5 юни 1949 година. Тренира в баскетболния отбор на „Левски“ и участва в националния отбор. С него печели бронзов медал на Олимпиадата в Монреал (1976) и сребърен медал на Олимпиадата в Москва (1980). Женена е за лекоатлета Петър Богданов.
Красимира Богданова умира на 10 март 1992 година.